# Kazimierz Turski
Kazimierz Turski herbu Rogala – marszałek Trybunału Głównego Koronnego w 1742 roku, chorąży mniejszy sieradzki w latach 1752–1760, podczaszy sieradzki w latach 1742-1752, skarbnik piotrkowski w latach 1735–1742, burgrabia piotrkowski.